# Trichopilia eneidae
Trichopilia eneidae är en orkidéart som beskrevs av Robert Louis Dressler. Trichopilia eneidae ingår i släktet Trichopilia och familjen orkidéer.
Artens utbredningsområde är Panamá. Inga underarter finns listade i Catalogue of Life.